# 山田圭子 (漫畫家)
山田圭子（12月9日—），日本漫畫家。福岡縣北九州市出身。自稱精神年齡24歲。

## 作品
秋田書店
- 原名
- 原名
- 原名
- 帶我去天堂、全13冊、原名
- 「VS」協奏曲、全7冊、原名
- 千金純戀、全3冊、原名
- 狐隱公主、全1冊、原名

講談社
- 女公關媽咪、全11冊、原名

双葉社
- 渾然忘我、全1冊、原名

## 外部連結
- （日語）